# Rutina Wesley
Rutina Wesley (n. 1 de febrero de 1979) es una actriz de cine, teatro y televisión, más conocida por el papel de Tara Thornton en la  serie True Blood, de HBO.

## Inicios
Nació y creció en Las Vegas, Nevada. Su padre (Ivery Wheeler) es un bailarín profesional de tap y su madre Cassandra Wesley era una bailarina.
Fue a la escuela secundaria Las Vegas Academy, con especialidad es artes visuales y actuación. Estudió baile en Simba Studios y en el Centro de Arte del Oeste de Las Vegas.
Mientras estaba en Las Vegas Academy no tuvo la oportunidad de aplicar para programas de entrenamiento universitario y fue finalmente aceptada por la Universidad de Evansville en Indiana. Tuvo dudas para ingresar al no haber demasiadas minorías en el estado.
Luego de tener su título de pregrado en actuación, su abuela le sugirió hacer un curso de enfermería, pero Rutina insistió en continuar con su elección. Ingresó en la Academia Juilliard en 2001 y se graduó en mayo de 2005, que incluyó un verano de estadía en la Royal Academy of Dramatic Art.
En Juilliard hizo amistad con Nelsan Ellis quien más tarde sería su compañero en True Blood.

## Carrera
En diciembre de 2006, Wesley protagonizó en Broadway la obra La Hora Vertical de David Hare, junto a Julianne Moore y Bill Nighy.
En 2007 apareció en la producción de In Darfur del autor Winter Miller, con Heather Raffo y Aaron Lohr, entre otros.
Tuvo un pequeño papel en la película de 2005 Hitch, pero su escena no fue incluida en la edición final. De todas formas, su debut en cine fue con el protagónico en la película de 2007 How She Move, del director británico Ian Iqbal Rashid. Su personaje, Raya Green (quien ingresa a una competición de baile para ganar dinero y pagar sus estudios), fue inspirado en Tony Manero, interpretado por John Travolta en Saturday Night Fever. Antes de la filmación, Wesley realizó un período de ensayo de baile de 5 semanas.
A su vez, al personificar a una mujer con ascendencia jamaiquina, tomó clases con un especialista en dialectos para su papel.
En 2007 audicionó y obtuvo el papel de Tara Thornton en True Blood luego de que el creador Alan Ball la eligiera porque "[ella] fue la primera persona que mostró el lado vulnerable de Tara".
El 11 de agosto de 2015 se dio a conocer que fue contratada para dar vida de forma recurrente a Liza Warner, miembro de la fuerza antivigilante en Arrow.

## Vida personal
Rutina divide su tiempo entre Los Ángeles y Astoria. Estaba casada con el actor Jacob Fishel y desde julio del año 2013 están haciendo su vida por separado.

## Filmografía

### Película
| Año  | Título            | Papel               | Nota |
| ---- | ----------------- | ------------------- | ---- |
| 2007 | How She Move      | Raya Green          |      |
| 2012 | California Winter | Marcy Sánchez       |      |
| 2014 | 13 Sins           |                     |      |
| 2014 | Last Weekend      | Nora Finley-Perkins |      |

### Cortometraje
| Año  | Título                  | Papel | Nota |
| ---- | ----------------------- | ----- | ---- |
| 2013 | The Championship Rounds | Tina  |      |

## Televisión

### Serie
| Año           | Título                | Papel                | Nota                        |
| ------------- | --------------------- | -------------------- | --------------------------- |
| 2008-2014     | True Blood            | Tara Thornton        | Protagonista, 74 episodios  |
| 2008          | Numb3rs               | Jenny Calandro/Sarah | 1 episodio                  |
| 2011          | Bandwagon: The Series | Auditioner           | 1 episodio                  |
| 2015-2017     | Arrow                 | Liza Warner          | 2 episodios                 |
| 2015          | Hannibal              | Reba McClane         | 5 episodios                 |
| 2016-2022     | Queen Sugar           | Nova Bordelon        | Protagonista, 42 episodios  |
| 2019          | The Walking Dead      | Jocelyn              | Episodio: «Scars» (temp. 9) |
| 2023-presente | The Last of Us        | María                | Recurrente                  |

### Película de televisión
| Año  | Título              | Papel | Nota |
| ---- | ------------------- | ----- | ---- |
| 2011 | Top 100 Number Ones |       |      |

## Voz
| Año  | Título             | Papel               | Nota                   |
| ---- | ------------------ | ------------------- | ---------------------- |
| 2009 | The Cleveland Show | Yvette / Tori       | 2 episodios, 2009-2012 |
| 2010 | Generator Rex      | Agente Kenwyn Jones | 2 episodios, 2010-2011 |

## Premios/Nominaciones
- Premios del Sindicato de Actores
  - 2010, Mejor reparto de televisión - Drama (True Blood)-nominación

- Scream Awards
  - 2009, Mejor actriz secundaria (True Blood)-nominación